# Чесапик Сити (Мериленд)
Чесапик Сити (енгл. Chesapeake City) град је у америчкој савезној држави Мериленд.

## Демографија
По попису из 2010. године број становника је 673, што је 114 (-14,5%) становника мање него 2000. године.
| Група             | 2000.       | 2010.       |
| Белци             | 746 (94,8%) | 633 (94,1%) |
| Афроамериканци    | 28 (3,6%)   | 16 (2,4%)   |
| Азијати           | 3 (0,4%)    | 3 (0,4%)    |
| Хиспаноамериканци | 6 (0,8%)    | 19 (2,8%)   |
| Укупно            | 787         | 673         |